# Christoffer Robin
Christoffer Robin (Christopher Robin på engelska) är en fiktiv romanfigur i böckerna om Nalle Puh av författaren A.A. Milne. Christoffer Robin är Nalle Puhs ägare och är en vanlig pojke som bor i Sjumilaskogens utkant. Han är en påhittad figur och är tydligt baserad på A.A. Milnes egen son, Christopher Robin Milne.